# Белинское (Крым)
Бели́нское (до 1948 года Палапа́н; укр. Бєлінське, крымскотат. Palapan, Палапан) — село, расположенное на территории Ленинского района (Автономной) Республики Крым, центр Белинского сельского поселения (Белинского сельсовета).

## Население
| 2001 | 2014 |
| ---- | ---- |
| 519  | ↘368 |

Всеукраинская перепись 2001 года показала следующее распределение по носителям языка
| Язык             | Процент |
| ---------------- | ------- |
| русский          | 58.96   |
| крымскотатарский | 29.48   |
| украинский       | 11.18   |

### Динамика численности
| - 1889 год — 83 чел. - 1902 год — 19 чел. - 1915 год — 0 чел. - 1926 год — 181 чел. | - 1974 год — 651 чел. - 2001 год — 519 чел. - 2009 год — 445 чел. - 2014 год — 368 чел. |

## Современное состояние
На 2017 год в Белинском числится 7 улиц; на 2009 год, по данным сельсовета, село занимало площадь 93,1 гектара на которой, в 208 дворах, проживало 445 человек. В селе действует средняя общеобразовательная школа и детский сад «Золотая Рыбка», сельский Дом культуры, библиотека. Белинское связано автобусным сообщением с Керчью и соседними населёнными пунктами

## География
Белинское расположено на севере района и Керченского полуострова, в маловодной балке Аджиельская, примерно в 37 километрах (по шоссе) на северо-восток от районного центра Ленино, ближайшая железнодорожная станция Чистополье (на линии Джанкой — Керчь) — около 9 километров, высота центра села над уровнем моря 37 м. Транспортное сообщение осуществляется по региональной автодороге 35Н-336 Керчь — Чистополье — Новоотрадное (по украинской классификации — С-0-10829).

## История
Впервые в доступных источниках селение встречается в «Памятной книге Таврической губернии 1889 года», составленной по результатам Х ревизии 1887 года, согласно которой в деревне Палапин Сарайминской волости Феодосийского уезда числилось 13 дворов и 83 жителя. На верстовой карте Крыма 1896 года в усадьбе Палапан обозначено 5 дворов с русским населением.
По «…Памятной книжке Таврической губернии на 1902 год» на хуторе Палапан, входившем в Ново-Александровское сельское общество, числилось 19 жителей, домохозяйств не имеющих. По Статистическому справочнику Таврической губернии. Ч.II-я. Статистический очерк, выпуск пятый Феодосийский уезд, 1915 год, в экономии Палапан (Шушака Д. И.) Сарайминской волости Феодосийского уезда числился 1 двор без населения. В экономии числилось 1328 десятин удобной земли. В хозяйстве имелось 20 лошадей, 52 вола, 19 коров и 26 голов овец, свиней, или коз.
После установления в Крыму Советской власти, по постановлению Крымревкома, 25 декабря 1920 года из Феодосийского уезда был выделен Керченский (степной) уезд, а, постановлением ревкома № 206 «Об изменении административных границ» от 8 января 1921 года была упразднена волостная система и в составе Керченского уезда был создан Керченский район в который вошло село (в 1922 году уезды получили название округов. 11 октября 1923 года, согласно постановлению ВЦИК, в административное деление Крымской АССР были внесены изменения, в результате которых округа были отменены, Петровский район упразднили и основной административной единицей стал Керченский район, в который включили село. Согласно Списку населённых пунктов Крымской АССР по Всесоюзной переписи 17 декабря 1926 года, в селе Палопан Маяк-Салынского сельсовета Керченского района имелось 37 дворов, из них 34 крестьянских, население составляло 181 человек (91 мужчина и 90 женщин). В национальном отношении учтено: 55 татар, 41 русский, 62 украинца, 14 белорусов; 5 греков, 2 эстонца, 2 записаны в графе «прочие», действовала татарская школа. Постановлением ВЦИК «О реорганизации сети районов Крымской АССР» от 30 октября 1930 года (по другим сведениям 15 сентября 1931 года) Керченский район упразднили и село включили в состав Ленинского, а, с образованием в 1935 году Маяк-Салынского района (переименованного 14 декабря 1944 года в Приморский) — в состав нового района. На подробной карте РККА Керченского полуострова 1941 года в Палапане обозначено 34 двора.

Во время Великой Отечественной войны на фронтах сражались 18 жителей села, 8 из них погибли. В центре села в 1975 году установлен памятный знак в честь воинов — односельчан, погибших в годы Великой Отечественной войны. На монументе выбиты 32 фамилии павших воинов и подпольщиков, жителей села Палапан, объект культурного наследия. В района села Палапан в ходе проведения Керченско-Феодосийской десантной операции советские войска вели бои в декабре 1941 года и Керченской оборонительной операции в мае 1942 года. При освобождении Крыма — в апреле 1944 года. Погибшие в этих боях неизвестные бойцы были захоронены в братской могиле на сельском кладбище. Позже установили имена трёх воинов. Постановлением Совета министров Республики Крым № 627 от 20 декабря 2016 года братская могила и памятный знак отнесены к категории объектов культурного наследия России.

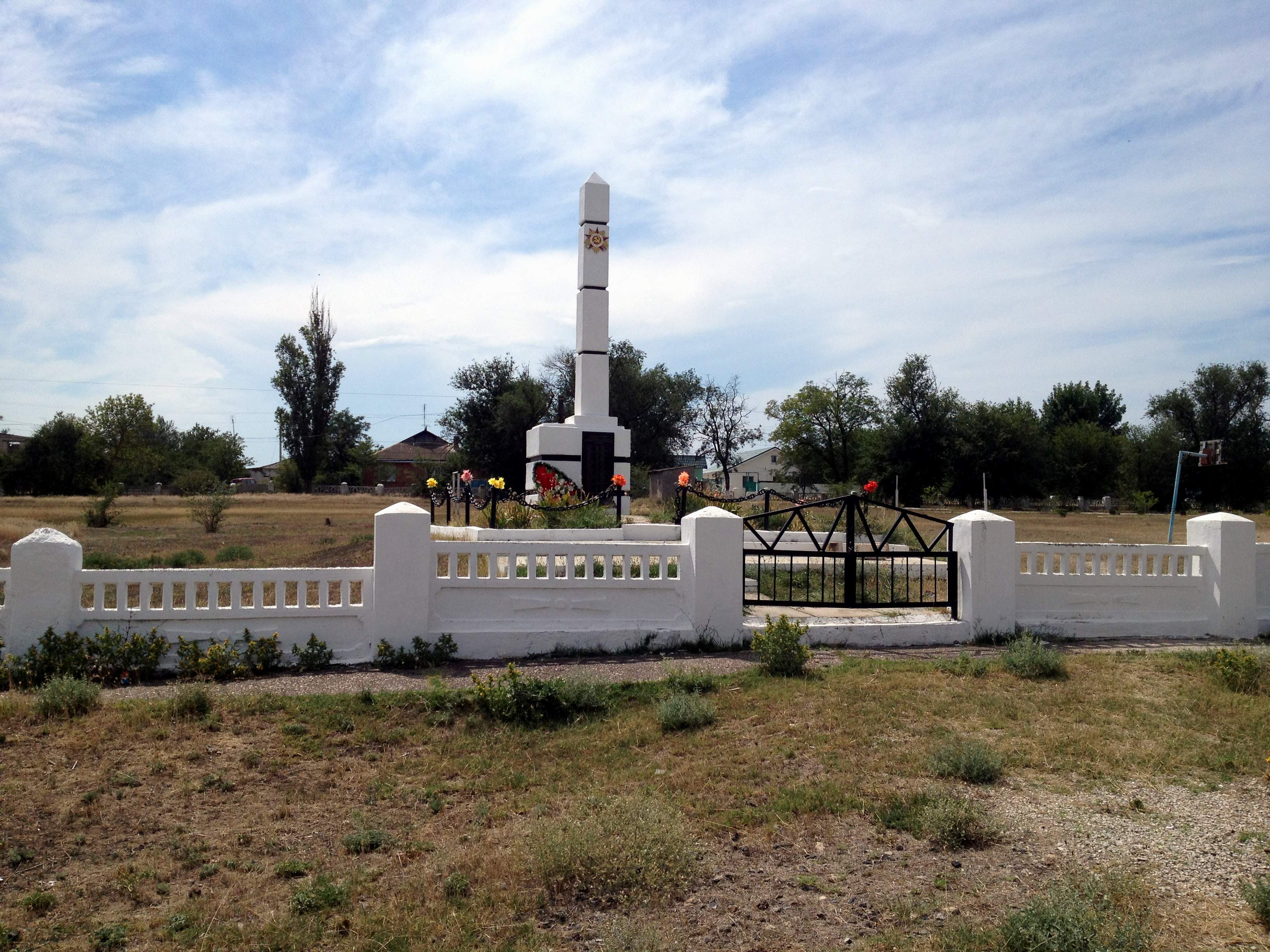
Памятный знак погибшим односельчанам.
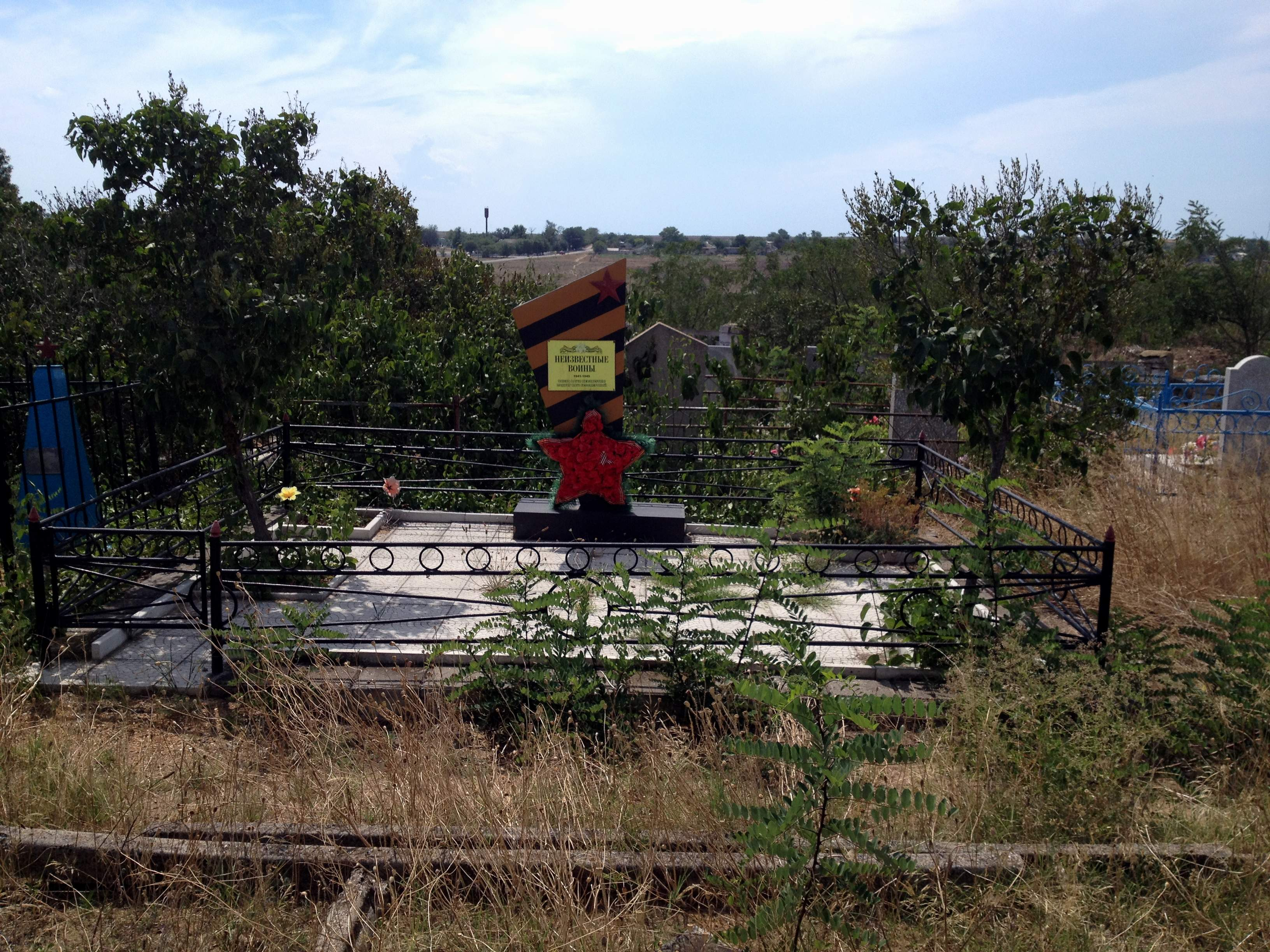
Братское захоронение советских воинов.

12 августа 1944 года было принято постановление № ГОКО-6372с «О переселении колхозников в районы Крыма» и в сентябре того же года в район приехали первые новоселы 204 семьи из Тамбовской области, а в начале 1950-х годов последовала вторая волна переселенцев из различных областей Украины. С 25 июня 1946 года Палапан в составе Крымской области РСФСР. Указом Президиума Верховного Совета РСФСР от 18 мая 1948 года, Палапан переименовали в Белинскую. 26 апреля 1954 года Крымская область была передана из состава РСФСР в состав УССР. К 15 июня 1960 года образован Белинский сельский совет. Указом Президиума Верховного Совета УССР «Об укрупнении сельских районов Крымской области», от 30 декабря 1962 года Приморский район был упразднён и вновь село присоединили к Ленинскому. С 12 февраля 1991 года село в восстановленной Крымской АССР, 26 февраля 1992 года переименованной в Автономную Республику Крым. С 21 марта 2014 года в составе республики Крым Российской Федерации.